# Distretto di Toraya
Il distretto di Toraya è un distretto del Perù nella provincia di Aymaraes (regione di Apurímac) con 1.690 abitanti al censimento 2007 dei quali 550 urbani e 1.140 rurali.
È stato istituito il 15 luglio 1936.